# Gare de Kermt
La gare de Kermt est une ancienne gare ferroviaire belge de la ligne 35, de Louvain à Hasselt située dans l'ancienne commune de Kermt, rattachée à la ville de Hasselt, dans la province de Limbourg en Région flamande.

## Situation ferroviaire
La gare de Kermt était située au point kilométrique (PK) 49,8 de la ligne 35, de Louvain à Hasselt entre la halte de Kermt-Village (fermée) et la gare de Hasselt.

## Histoire
La section de Diest à Hasselt est livrée à l'exploitation le 1er juillet 1865 par la compagnie du Grand Central Belge. Kermt fait partie des gares d'origine de la ligne.
L'emplacement de la station, à 2 km du centre de la bourgade, est critiqué en vain par les édiles dès la publication des plans. En 1899, les Chemins de fer de l'État belge accèdent finalement à ces requêtes en créant le point d'arrêt Kermt (dorp) administré depuis la gare principale. Non desservi durant les deux guerres mondiales, il disparaît finalement en 1957.
La desserte voyageurs de la gare de Kermt est à son tour supprimée le 29 mai 1960 par la SNCB. Les installations sont démolies ; la chaussée, élargie, est déviée vers un nouveau pont dont le talus recouvre les anciens quais.

## Patrimoine ferroviaire
Le bâtiment des recettes, démoli depuis, correspond à un plan standard du Grand Central belge uniquement bâti sur la ligne Anvers - Hasselt (actuelles lignes 15, 16 et 35) ; Zichem et  Boechout sont les deux seuls exemples encore debout au XXIe siècle.
Contrairement aux autres exemplaires, celui de Kermt n'a jamais été agrandi et se composait seulement d'une aile basse de trois travées et d'un corps de logis à étage sous toiture transversale de pente peu prononcée avec de grandes fenêtres rondes à chaque pignon.